# Kloster Helmarshausen
Das Kloster Helmarshausen war eine Benediktinerabtei in Helmarshausen an der Diemel (heute Ortsteil von Bad Karlshafen) in Nordhessen und wurde Ende des 10. Jahrhunderts gegründet. Die Abtei war anfangs ein Reichskloster, später war sie dem Bistum Paderborn unterstellt. Im Zuge der Reformation wurde das Kloster aufgehoben. Von großer Bedeutung war es im Mittelalter wegen seiner Gold- und Silberarbeiten und seines Skriptoriums, das einige der bedeutendsten Meisterwerke der romanischen Buchmalerei schuf.

## Gründungszeit
Im Jahr 944 ist in Helmarshausen ein Königshof bezeugt, der später im Besitz eines Grafen Ekkehard war. Dieser und seine Frau Mathilde stifteten wohl um 987 eine Benediktinerniederlassung, die der Maria und dem Salvator Petrus und ab 1107 auch Modoaldus geweiht war. Noch vor 997 wurde die Klostergründung durch Kaiser Otto III. und Papst Silvester II. bestätigt. Außerdem wurde Helmarshausen die Immunität mit denselben Rechten wie Corvey verliehen. Damit verbunden waren auch das Markt-, Münz- und Zollrecht. Tatsächlich sind mehrere in Helmarshausen geprägte Münzen erhalten.

## Übergang an das Bistum Paderborn
Die Nachkommen des verstorbenen Gründers führten bei Kaiser Heinrich II. Beschwerde gegen den Verlust ihrer Rechte. Der Fall wurde 1017 auf dem Fürstentag von Leitzkau verhandelt, und das Kloster wurde vom Kaiser dem Bischof Meinwerk von Paderborn unterstellt. Zu den betroffenen Erben gehörte auch Thiermar, ein Bruder des Billungerherzogs Bernhard II. Dieser war mit der Entscheidung des Kaisers nicht einverstanden und fiel plündernd in paderborner Gebiet ein. Ein endgültiger Ausgleich fand erst 1024 statt.
Bischof Meinwerk weihte die Klosterkirche im Jahr 1011. In der Folge war Helmarshausen ein Eigenkloster der Bischöfe von Paderborn, die es im benediktinischen Sinn führen ließen und nach Kräften förderten. Unter Bischof Heinrich II. wurde nach einem Modell des zweiten Abtes Wino, der zuvor nach Jerusalem gereist war, auf dem nahen Krukenberg, in stilistischer Anlehnung an die Grabeskirche, die 1107 zuerst erwähnte Johanneskapelle gebaut. Über die innere Geschichte des Klosters in den ersten Jahrzehnten ist wenig bekannt.
Die Grafen von Northeim und die Winzenburger Grafen waren nacheinander Vögte des Klosters. Ihnen folgte Heinrich der Löwe.

## Höhepunkt unter Abt Thietmar II.
In der Zeit des Abtes Thietmar II. (1080–1112) kam es zur Translation verschiedener Reliquien. Die wohl bedeutendsten unter ihnen waren die Gebeine des heiligen Modoald von Trier, der neben Petrus Patron des Klosters wurde. Über die Fahrten Thiermars nach Trier berichtete die zeitgenössische Schrift Translatio Modoaldi. Auch Reliquien des Abrunculus brachte der Abt aus Trier mit.
Die Hoffnung auf Wunderheilungen zog Pilger an, die durch ihre Schenkungen zum materiellen Wohlstand des Klosters beitrugen. Von bedeutenden Großen der Region wie den Grafen von Reinhausen, von Poppenburg, von Schwalenberg, von Dassel, von Ziegenberg oder den Herren von der Malsburg, von Eberschütz oder Padberg erhielt das Kloster reiche Besitzungen zugesprochen. Die Güterschenkungen von Laien sind in dem Helmarshausener Traditionscodex (heute in Marburg) verzeichnet. Diese Schenkungen waren die materielle Basis für den Ausbau der Klosterkirche.
In dieser Zeit wurde das Kloster auch zu einem Paderborner Archidiakonat erhoben. In die Zeit von Abt Thietmar II. fällt auch der künstlerische Aufschwung von Helmarshausen. Bekannt wurde die Abtei bald nach dem Tod des Abtes Thietmar durch ihr Skriptorium und seine Kunsthandwerker.

## Kunstschmiedewerkstatt

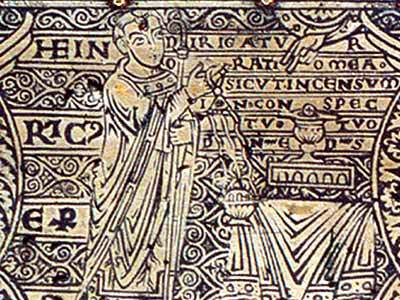
Darstellung des Bischofs Heinrich von Werl auf dem von ihm gestifteten Tragealtar aus der Werkstätte von Helmarshausen

Insbesondere im Bereich der Gold- und Silberschmiedearbeiten schufen die Mönche herausragende Kunstwerke. Darunter waren wertvolle Kruzifixe, aber auch Kleinbronzen wurden hergestellt. Der Priester-Mönch Roger könnte dieser Werkstatt vorgestanden haben. Ob er selber Goldschmied war, ist nicht belegbar. Zwischen 1107 und 1130 schuf die Werkstatt Tragaltäre, Reliquienkreuze und wertvolle Bucheinbände. Zwei Tragaltäre, heute im Diözesanmuseum Paderborn, stammen aller Voraussicht nach aus dieser Werkstatt. Die viele Jahrzehnte vermutete Identität mit dem Autor Theophilus des Lehrbuches „Schedula diversarum artium“ für die Herstellung von Pergament, Farben und Tinten, aber auch für die Verarbeitung von Gold, Silber und anderen Metallen für die Buchherstellung, ist nicht beweisbar.

## Skriptorium

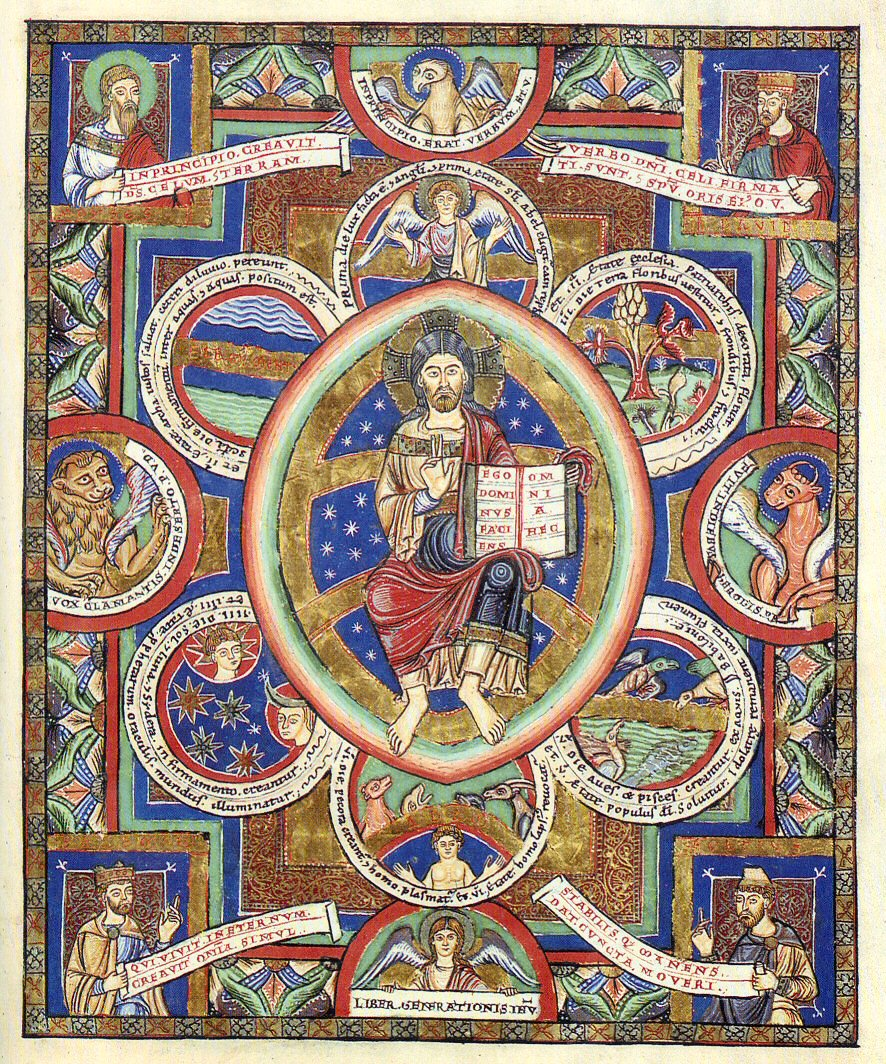
Buchmalerei aus dem Evangeliar Heinrichs des Löwen

Helmarshausen löste Corvey als führendes Zentrum der Buchproduktion im nördlichen Deutschland im 12. Jahrhundert ab. In der Zeit zwischen 1120 und 1200 schuf die Schreibstube neben Urkunden auch prachtvolle Handschriften. Ein namentlich bekannter Schreiber war der Mönch Heriman. Von Bedeutung für die Entwicklung der Schule von Helmarshausen war die enge Verbindung mit dem Raum an Rhein und Maas. Durch die Rezeption von Vorbildern aus dem Westen des Reiches gewann der romanische Stil der Buchmalerei durch Helmarshausen um 1120–1130 Eingang im Raum Sachsen. Teilweise kam es auch zur Zusammenarbeit mit anderen Klöstern. Während in Helmarshausen insbesondere die Ornamentik gepflegt wurde, kamen andere Teile wie etwa der Figurenschmuck teilweise anderswo her. Handschriften aus Helmarshausen, wie das Evangeliar von Gnesen, wurden an ferne Auftraggeber geliefert.
Um 1150 nahm die Zahl der produzierten Werke zu, aber die Auftraggeber kamen nunmehr überwiegend aus dem Raum Sachsen. Auch Laien traten nun vermehrt als Käufer auf. Im letzten Viertel des 12. Jahrhunderts erlebte das Skriptorium insbesondere durch Aufträge von Heinrich dem Löwen einen erneuten Aufschwung. Auf vermutlich englischen Vorbildern beruhend war als gänzlich neuer Buchtyp der Prachtpsalter für Laien, so etwa für die Herzogin Mathilde. Das prachtvolle Evangeliar Heinrichs des Löwen entstand um 1180 in Helmarshausen, zu seiner Zeit unübertroffen an Ausstattungsluxus und Qualität des Buchschmucks. In der folgenden Zeit, etwa bei dem Trierer Evangeliar, entwickelte sich eine Arbeitsteilung im Skriptorium. Man brach zwar mit den romanischen Traditionen, Anschluss an die gotische Buchmalerei fand die Schule von Helmarshausen aber nicht mehr. Dies war einer der Gründe für den Niedergang der Buchproduktion.
Um 1200 endete die Herstellung von Prachthandschriften. Immer stärker machte sich die Konkurrenz der Skriptorien in den Bischofsstädten, die teilweise Laienwerkstätten waren, bemerkbar, da diese dem Buchmarkt näher waren. Eine Rolle spielte auch der Konflikt des Klosters mit den Bischöfen von Paderborn um die Wiederherstellung der Reichsunmittelbarkeit.

## Das Kloster in der Zeit der Territorienbildung
Heinrich der Löwe verlor das Vogtamt 1180 zusammen mit dem Stammesherzogtum Sachsen. In der Folge war auch die Region um Helmarshausen in die Territorienbildung eingebunden.
Das Verhältnis des Klosters zum Bistum Paderborn begann sich zudem seit der zweiten Hälfte des 12. Jahrhunderts zu verschlechtern. Im Kloster wurden unter Abt Konrad II. Urkunden gefälscht, um damit die behauptete Unabhängigkeit von Paderborn zu untermauern. Papst Alexander III. hat um 1160 die Unterstellung von Helmarshausen unter den Bischof von Paderborn noch einmal bestätigt. Der Höhepunkt des Streits zwischen Kloster und Bistum fällt in das Jahr 1191 als Papst Coelestin III. Helmarshausen seine Besitzungen und Privilegien bestätigte. Der neu gewählte Abt Thietmar III. lehnte eine Investitur durch den Bischof von Paderborn Bernhard II. ab. Dieser antwortete mit der Exkommunikation des Abtes.
Diese Streitigkeiten nutzte Erzbischof Engelbert I. von Köln aus, um seinen Machtbereich in Westfalen (das Herzogtum Westfalen) bis an die Weser auszudehnen. Um 1220 wurde dem Erzbistum vom Kloster eine Hälfte der Stadt Helmarshausen übertragen. Dafür garantierte Köln den Schutz der Abtei. In der Folge kam es zur Befestigung der Stadt. Zum Schutz des Klosters wurde um 1220 die Krukenburg erbaut. Helmarshausen wurde zu einem der wichtigsten Vorposten Kölns im Weserraum.
Nach der verlorenen Schlacht von Worringen 1288 waren die Kölner Erzbischöfe stark geschwächt und büßten ihren Einfluss im Weserraum wieder ein. Dieses Machtvakuum nutzten die Paderborner Bischöfe, um ihren Einfluss auf das Kloster Helmarshausen zurückzugewinnen. Bereits 1326 hatte Bischof Bernhard V. wieder die geistlichen Aufsichtsrechte über das Kloster. Dieser kam auch in Besitz der Kölner Hälfte der Stadt Helmarshausen und in den der Krukenburg. Abt Reimbold knüpfte nun Verbindungen zum Erzstift Mainz an. Eine Hälfte des noch dem Kloster gehörenden Teils der Stadt Helmarshausen wurde an Mainz verkauft.
Im Kloster selbst hatte inzwischen schon ein Niedergang eingesetzt. Weil die Einnahmen nicht mehr ausreichten, wurden immer mehr Besitzungen verpfändet oder verkauft.
Seit dem für sie siegreichen Ausgang des Mainzisch-Hessischen Kriegs von 1427 brachten die Landgrafen von Hessen immer mehr Besitzungen des Erzstifts Mainz in der Region unter ihre Kontrolle. Auch der Abt von Helmarshausen musste sich 1479 unter den Schutz der Landgrafen begeben.

## Von der Reformation bis heute

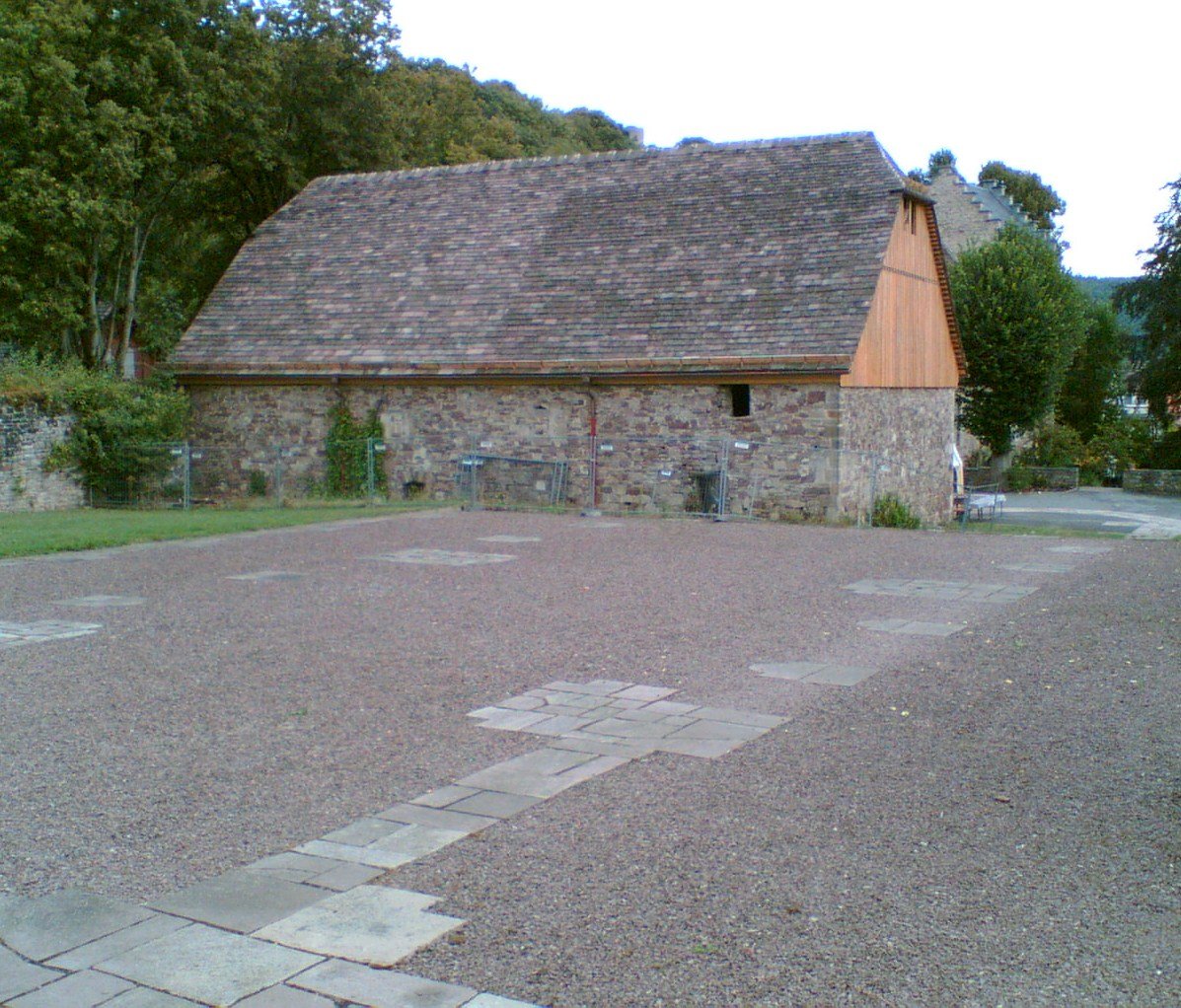
Die Zehntscheune in Helmarshausen am Tag des offenen Denkmals 2013

Im Jahr 1538 wurde das Kloster im Zuge der Reformation aufgehoben. Nach langem Rechtsstreit verzichtete das Bistum Paderborn 1597 auf alle Rechte am Kloster. Der hessische Landgraf Philipp I. ließ in der Klosteranlage ein Zehntamt einrichten. Die Besitzungen des Klosters wurden adeligen Familien zu Lehen gegeben.
Erhalten sind heute nur noch der Ostflügel der Anlage und eine Kapelle. Die Klosterkirche brach 1604 teilweise zusammen. Aus den Steinen wurde 1749 eine große Zehntscheune erbaut.
Im Jahr 1848 wurden die Klostergebäude von der Stadt Helmarshausen übernommen und in der Folge als Schule genutzt. Seit 1965 sind dort ein evangelischer Kindergarten und ein Jugendheim untergebracht.